# Nanom
Nanom est une commune rurale située dans le département de Boudry de la province du Ganzourgou dans la région du Plateau-Central au Burkina Faso.

## Géographie
Le village de Nanom est situé à environ 11 km au sud-est du chef-lieu Boudry et à 4 km au sud de Nédogo, sur les bords de la rivière Guibga.

## Santé et éducation
Le centre de soins le plus proche de Nanom est le centre de santé et de promotion sociale (CSPS) de Nédogo tandis que le centre médical avec antenne chirurgicale (CMA) le plus proche se trouve à Zorgho.